# Harro von Senger
Harro Heinrich Alexander von Senger (* 6. März 1944 in Prien am Chiemsee, Oberbayern) ist ein Schweizer Jurist und Sinologe.

## Leben
Harro von Senger wurde als Sohn des Schweizer Architekten Alexander von Senger (1880–1968) und dessen Frau Dorothee (Doris), geb. Lange (1909–1990), als „Bürger von Genf“  in Prien am Chiemsee geboren und wuchs in Willerzell bei Einsiedeln auf. Er ist der Enkel des Komponisten, Dirigenten und Musikpädagogen Hugo de Senger (1835–1892). Von 1955 bis 1963 besuchte von Senger die Stiftsschule von Einsiedeln, an der im Juli 1963 die Maturaprüfung bestand. Seit dem Wintersemester 1963/64 studierte von Senger Rechtswissenschaft, Russisch und Chinesisch an der Universität Zürich. 1967 erwarb er dort das Lizentiat beider Rechte und legte 1968 ein Examen in klassischem Chinesisch ab. 1969 wurde er in Zürich mit einer rechtswissenschaftlichen Promotion zum Thema Kaufverträge im traditionellen China zum Dr. jur. promoviert; 1980 erfolgte die Habilitation zum Thema Partei, Ideologie und Gesetz in der Volksrepublik China. Korreferent der Habilitationsschrift war Hermann Lübbe. Nach langen Aufenthalten in Taiwan, der VR China und Japan wurde von Senger im Februar 1981 mit einer von Peter Greiner betreuten Arbeit zum Thema Chinesische Bodeninstitutionen im Taihō-Verwaltungskodex an der Albert-Ludwigs-Universität Freiburg zum Dr. phil. promoviert.
Seit 1981 ist von Senger Privatdozent für Sinologie an der Universität Zürich.
Von 1981 bis 1989 war er wissenschaftlicher Mitarbeiter, seit 1989 ist er Experte des Schweizerischen Instituts für Rechtsvergleichung in Lausanne. 1989 wurde er unter Berufung zum Beamten auf Lebenszeit Professor für Sinologie an der Albert-Ludwigs-Universität in Freiburg im Breisgau; von 1993 bis 1994 war er Dekan der dortigen Philosophischen Fakultät II. Seit dem 1. April 2009 ist von Senger emeritiert.
Von Senger ist Autor mehrerer Fachpublikationen und des ersten westlichen Buches über die chinesischen 36 Strategeme sowie über Moulüe – Supraplanung.

## Werk
Von Bedeutung, wenn auch in der breiteren Öffentlichkeit bislang wenig wahrgenommen, sind seine Arbeiten über das chinesische Recht, in denen er über das Aufzeigen der engen Verflechtung des chinesischen Rechtssystems mit der Partei-Ideologie der Kommunistischen Partei Chinas die eminente Bedeutung des Sinomarxismus noch in der gegenwärtigen Zeit verdeutlicht.

### Menschenrechte
Von Harro von Senger stammen zahlreiche Veröffentlichungen über Menschenrechte. Themen sind unter anderem der Bedeutungswandel des Wortes „Mensch“ als Bestandteil des Wortes „Menschenrechte“ in den 200 Jahren seit der Französischen Revolution und die Frage, ob das antike China, insbesondere die konfuzianische Denkschule, einen auch Frauen umfassenden Begriff des Menschen gekannt habe.
Neben der Menschenrechtsgeschichte beschäftigt er sich auch mit sinomarxistischen und weitgehend auf UNO-Dokumente abstellenden Menschenrechtspositionen der chinesischen Regierung und weist darauf hin, dass die Volksrepublik China auf globaler Ebene im Rahmen der Vereinten Nationen, namentlich im UNO-Menschenrechtsrat in Genf, eine starke Position einnehme, eine Tatsache, mit der man sich im Westen kaum auseinandersetze.
Er macht ferner darauf aufmerksam, dass westliche Staaten und die Volksrepublik China im Menschenrechtsrat in einer Mehrzahl von inhaltlichen Menschenrechtsfragen übereinstimmende Positionen verträten. Die recht grosse chinesisch-europäische Schnittmenge an gemeinsamen Menschenrechtspositionen scheinen aber laut Senger europäische Staaten ihren Völkern gegenüber geheim zu halten. In ihren Menschenrechtsverlautbarungen würden diese Staaten ihren Völkern den Anschein vorspiegeln, zwischen europäischen und chinesischen Menschenrechtspositionen gebe es einzig und allein eine gewaltige Kluft, welche europäische Staaten mühsam zu überbrücken hätten. Auch auf den ungeklärten Umgang europäischer Staaten mit gültigen, aber vom Westen abgelehnten Resolutionen des UNO-Menschenrechtsrates und schon der UNO-Menschenrechtskommission weist er hin. Zudem ging er der Frage nach, warum das Vereinigte Königreich und damit Europa die Europäische Menschenrechtskonvention (in Kraft seit 1953) zwar z. B. auf die Falklandinseln und St. Helena, nie aber auf Hongkong erstreckt und so eine einmalige historische Gelegenheit, europäischen Menschenrechtswerten auf chinesischem Boden zum Durchbruch zu verhelfen, vertan haben. Nicht nur die in der Volksrepublik China von offizieller Seite vorgenommene strategemische Analyse und Abwehr westlicher gegenüber der VRCh geübter Menschenrechtskritik, sondern auch die im antiken wie zeitgenössischen China zu beobachtende Verwirklichung individueller Menschenrechte durch einzelne Chinesen nicht mit Hilfe des Rechts, sondern mit Hilfe von Strategemen sind Gegenstand seiner Untersuchungen.
In einer Veröffentlichung stellte er 1998 die vom damaligen deutschen Bundespräsidenten Roman Herzog vertretene These der Universalität eines kleinen, nicht verhandelbaren Kernbereichs der Menschenrechte der UNO-Position gegenüber, welche die universale gleichrangige Gültigkeit aller – politischen, wirtschaftlichen, sozialen, kulturellen, individuellen und kollektiven – Menschenrechte hervorhebt.

### Moulüe – Supraplanung
In seinem Werk Moulüe – Supraplanung. Unerkannte Denkhorizonte aus dem Reich der Mitte (München 2008) stellt er die chinesische Strategemkunde in den grösseren Gesamtzusammenhang der als Moulüe bezeichneten chinesischen Planungskunst, führt in die zwei 100-Jahresziele der Kommunistischen Partei Chinas ein und beleuchtet die im Westen unterschätzte, zu Beginn des 21. Jahrhunderts in der Volksrepublik China nicht weniger als zu Mao Zedongs Zeiten massgebliche Rolle des Sinomarxismus als einer von der Kommunistischen Partei Chinas benutzten „Richtschnur ihres Handelns“. An der Albert-Ludwigs-Universität Freiburg betreute Harro von Senger die womöglich erste westliche Doktorarbeit über „Supraplanung“.

### Sun Zi. Die Kunst des Krieges
In seiner deutschen Übersetzung von Sun Zi Bingfa unter dem Titel Sun Zi. Die Kunst des Krieges zeigt Harro von Senger unter anderem gestützt auf eine – soweit bekannt weltweit erstmals vorgenommene – wortgetreue Übersetzung eines Schlüsselsatzes auf, dass dieses älteste Militärtraktat der Welt als Ursprung der chinesischen Moulüe (Supraplanung) angesehen werden kann.

## Werke (Auswahl)
Strategeme
Harro von Sengers bekanntestes und weit verbreitetes Werk ist das 1979 erstmals erschienene Buch Strategeme. Das Buch wurde mehrfach aufgelegt und in viele Sprachen übersetzt.
- Strategeme. Lebens- und Überlebenslisten der Chinesen – die berühmten 36 Strategeme aus drei Jahrtausenden. Bern, München, Wien 14. bzw. 3. Aufl. 2008 bzw. 2004.

Band 1 erschien in chinesischer, englischer, französischer, niederländischer, italienischer, russischer, portugiesischer, serbischer, spanischer, türkischer und uighurischer Sprache.
- 36 Strategeme für Manager: Piper Taschenbuch, 5. Auflage 2006, ISBN 978-3-492-24649-1.

erschienen in ukrainischer, chinesischer, englischer, niederländischer, indonesischer, japanischer, koreanischer, russischer, spanischer und türkischer Übersetzung
- 36 Strategeme. Lebens- und Überlebenslisten aus drei Jahrtausenden. Frankfurt a. M.: Fischer Taschenbuch Verlag 2011.
- Die Kunst der List. Strategeme durchschauen und anwenden. München: Beck 2001, 6. Aufl. 2007, ISBN 978-3-406-67938-4.
- Die Klaviatur der 36 Strategeme: In Gegensätzen denken lernen. München: Hanser 2013, ISBN 978-3-446-43684-8.
- 36 Strategeme für Juristen, Stämpfli Verlag, Bern 2020

Weitere Werke
- Kaufverträge im traditionellen China. Schulthess, Zürich 1970 (Zugl.: Zürich, Univ., Diss., 1969)
- Der Staatsgeheimnisschutz in der Volksrepublik China. Bern, Frankfurt am Main: Lang 1979 (Schweizer Asiatische Studien. Bd. 3), ISBN 978-3-261-04725-0.
- Chinesische Bodeninstitutionen im Taihō-Verwaltungskodex. Niida Noborus Beitrag zur Rekonstruktion der Bodeninstitutionen der Tang-Zeit. Harrassowitz, Wiesbaden 1983, ISBN 3-447-02236-1 (Zugl.: Freiburg (Breisgau), Univ., Diss., 1981).
- Partei, Ideologie und Gesetz in der Volksrepublik China. Bern, Frankfurt am Main 1982 (Schweizer Asiatische Studien. Bd. 5), ISBN 978-3-261-05008-3 (Zugl.: Zürich, Univ., Habil.-Schr., 1980).
- Das internationale Privat- und Zivilverfahrensrecht der Volksrepublik China. 2 Bände, Zürich 1994 (Co-Autor: Xu Guojian).
- Einführung in das chinesische Recht. München: Beck 1994. (Schriftenreihe der Juristischen Schulung. H. 124: Ausländisches Recht), ISBN 3-406-38216-9.
- Länderbericht Volksrepublik China. In: Alexander Bergmann, Murad Ferid: Internationales Ehe- und Kindschaftsrecht. [Loseblattsammlung] Frankfurt a. M.: Verlag für Standesamtswesen 1990.
- Länderbericht Volksrepublik China. In: Murad Ferid, Firsching, Dörner, Hausmann: Internationales Erbrecht. München 2004.
- Moulüe. Supraplanung: Unerkannte Denkhorizonte aus dem Reich der Mitte. München: Beck 2008, ISBN 978-3-446-41365-8.
2., überarb. Aufl. München: Hanser, 2018, ISBN 978-3-446-45525-2
- Meister Suns Kriegskanon. Aus dem Chinesischen übersetzt und kommentiert von Harro von Senger. Stuttgart: Reclam 2011, 2. Aufl. 2021 (Reclams Universalbibliothek Nr. 18841), ISBN 978-3-15-018841-5.
- Sun Zi. Die Kunst des Krieges, Stuttgart: Reclam 2021
- Mit Marcel Senn: Maoismus oder Sinomarxismus? Rechtswissenschaftlich-sinologische Tagung an der Universität Zürich, 5. und 6. Dezember 2014. Stuttgart: Steiner 2014, ISBN 978-3-515-11028-0.
- Mit Peter Wiesendanger, Valentin Landmann: Die anderen 68er, Münster Verlag, Basel 2018

## Online-Ressourcen
- (1985): Recent Developments in the Relations between State and Party Norms in the People's Republic of China (PDF; 3,0 MB)
- (1988): Die Stellung des Individuums gegenüber der Gewalt in der Volksrepublik China (PDF; 6,6 MB)
- (1997): Die Ausgrenzung Hongkongs aus dem europäischen Menschenrechtsschutz (PDF; 1,9 MB)
- (1998): Die UNO-Konzeption der Menschenrechte und die offizielle Menschenrechts-Position der Volksrepublik China (PDF; 4,5 MB)
- (1998): Der Menschenrechtsgedanke im Lichte chinesischer Werte (PDF; 2,5 MB)
- (1999): Versuch einer Darstellung der offiziellen Position der VR China zur Menschenrechtsfrage (PDF; 3,2 MB)
- (2004): Positionen der BR Deutschland und der VR China in der UNO-Menschenrechtskommission 2003: in Verbindung mit einigen Fragen zur Schweizer Menschenrechtspolitik (PDF; 263 kB)
- (2006): Die VR China und die Menschenrechte (PDF; 1,9 MB)
- (2009): Demokratie aus der Sicht des Sinomarxismus (PDF)

Quelle: FreiDok plus